# Escala (instrumento)

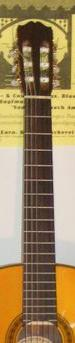
Escala de um violão clássico

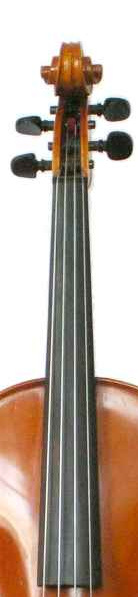
Escala de um violino

Na música, a escala ou espelho, é uma parte da maioria dos instrumentos de cordas. É uma madeira laminada fina e longa, que é acoplada na frente do braço do instrumento e, acima da qual ficam as cordas (e as vezes trastes). Geralmente é feita de um material diferente do braço propriamente dito. É contra ela que o músico pressiona as cordas a fim de mudar o comprimento das mesmas, causando alteração na vibração da corda e mudando a nota emitida. 
A escala pode ser lisa ou ter trastes, e pode ser plana ou curva.
No final da escala encontra-se o rastilho, local por onde as cordas passam para serem presas nas tarraxas e também determinar a altura das cordas sobre a escala.

## Traste

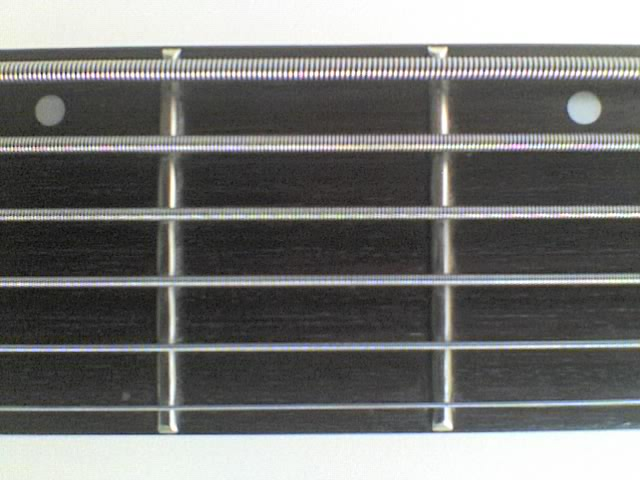
Escala de um baixo de seis cordas

A escala de um braço pode ter trastes ou não (escala lisa), sendo eles tiras de material rígido — atualmente são feitos de metal — perpendiculares às cordas e contra as quais são pressionadas. Os trastes permitem, fácil e consistentemente, um músico executar uma sequência de notas em um mesmo lugar, e permitem que por menos de amortecimento das vibrações só com os dedos. Os Trastes podem ser fixos - como no violão eno bandolim - ou móveis - como em um alaúde.
Escalas também podem ser um espelho liso, ou seja, sem trastes, que geralmente são utilizados em instrumentos de arco, onde a pressão sobre a corda, geralmente, não é um problema devido ao estimulo prolongado das mesma. A escalas sem trastes permitem que um músico tenha mais controle sobre mudanças sutis das notas do que nas escalas com trastes, mas são considerados mais difíceis de se dominar. Escalas também podem ser, embora seja incomum, uma mistura dos dois tipos. Tal construção é visto no sitar, onde os trastes arqueados se conectam nas extremidades da escala e as cordas sem trastes ficam abaixo dos mesmos. Os trastes podem ser marcados por incrustrações na escala para facilitar a navegação através dela.
Com o tempo, os trastes tendem a se desgastar pelo uso, resultando numa piora no som do instrumento. Há, então, a necessidade de se fazer um reparo no instrumento trocando os seus trates. Se os trastes estiverem desalinhados em relação a escala pode causar um sério problema na entonação do instrumento causando uma desarmonia no som. A melhor maneira de determinar a origem do problema é medir o grau em que os trastes estão nivelados. Se você colocar uma régua sobre o posicionamento do braço de modo que é na "falha" de uma das cordas, que faria contato com a parte superior de cada casa.

## Materiais
Em um instrumento de corda com arcos, de escala abaulada (como violino, viola, violoncelo e contrabaixo), a escala é geralmente feita de ébano, jacarandá ou algumas outras madeiras. Em algumas guitarras com braço e escala de "maple" (madeira de bordo) são feitos de uma única peça de madeira. Alguns luthiers inovadores e modernos utilizam materiais leves e que não são de madeira, tais como fibra de carbono em suas escalas.

## Parâmetros

Perfil da escala visto do capotraste à ponte. Esquema e parâmetros essenciais.

Normalmente a escala é uma longa prancha com um perfil retangular. Em um instrumento como o violão, bandolim, cavaquinho, ou similar, a escala é plana e larga, mas pode ser ligeiramente curvado para formar uma superfície cilíndrica ou cônica de raio relativamente grande em relação à largura do braço. O raio indicado na especificação do instrumento de cordas é o raio da curvatura da escala no capotraste (o traste zero).
Muitos instrumentos de corda abaulados usam um braço visivelmente curvado, capotraste e ponte (rastilho em violões) em arco para ganhar folga de cada corda individualmente.
O comprimento, largura, espessura e densidade de um escala pode afetar o timbre de um instrumento.
A maioria das escalas pode ser totalmente descritas pelos seguintes parâmetros:
- w1 - largura do capotraste (nut);
- w2 - largura na metade do comprimento da escala (normalmente no 12º traste, se os tiver);
- h1 - altura do perfil (espessura) no capotraste (nut);
- h2 - altura do perfil (espessura) na metade do comprimento da escala (12º traste);
- h - raio (podem não ser constante);

### Raio

Gráficos de r(x) a função de perfis típicos escala

Dependendo dos valores de raio r e sua passagem ao longo do comprimento do braço, todos os escalas geralmente se encaixam em uma das quatro categorias seguintes:
| 1 | Plano      | O capotraste e a ponte são planos. As cordas estão todos em um único plano, e o instrumento não tem um raio (o raio é em um sentido infinito).                                                                                                  | {\displaystyle r=\infty }                                           |
| 2 | Cilíndrico | O braço tem um raio constante, a escala, o capotraste e a ponte têm, todos, o mesmo raio nominal (Nesse caso, mais especificamente, o da escala é um pouco menor que o do capotraste e o da a ponte).                                           | {\displaystyle r=r1=r2=const}                                       |
| 3 | Cônico     | O braço possui um raio variável, geralmente em progressão linear de {\displaystyle r1} para {\displaystyle r2}. Às vezes também é chamado de raio composto. O capotraste e a ponte são curvos, mas o raio do capotraste é menor que o da ponte. | {\displaystyle r(x)=r_{1}+{\frac {x}{l}}(r_{2}-r_{1})}              |
| 4 | Composto   | Embora não seja estritamente cônico, o capotraste é curvo e a ponte linear. Todas as peças da escala terão alguma curvatura, mas o formato da escala não é propriamente um cone.                                                                | {\displaystyle r(x)=f(x)}, normalmente {\displaystyle r(l)=\infty } |

Notas:
- {\displaystyle l} é uma escala.
- {\displaystyle x} designa um lugar na escala, varia de 0 (a pestana ou nut) para l (a ponte).
- {\displaystyle r(x)} descreve o raio dependendo do lugar na escala.
- {\displaystyle f(x)} é uma função não linear.

Violões clássicos, alguns violões de 12 cordas, dobros, pedal steel, e algumas guitarras acústicas têm escalas planas. Quase todas as outras guitarras, pelo menos, uma curvatura. No entanto, atualmente, alguns contra-baixos elétricos de cinco ou seis cordas têm escalas planas.
No caso das guitarras, raios menores (7,25-10) diz-se ser mais confortável para tocar acordes e ritmo (bases), enquanto os raios maiores (12 "-16" e até raio infinito) são mais atraentes para executar solos rápidos. Escalas de raios Cônicos e compostos tentam mesclar essas duas características. O início da escala tem um raio menor em relação ao final da mesma para facilitar a montagem dos acordes. O fim da da escala, mais próximo da ponte, tem um raio maior para fazer solos mais confortável e evitar o trastejamento (rebote) durante um "bend".
Os instrumentos de corda friccionada (que utilizam um arco) tendem a ter escala abaulada (em curva), para permitir que apenas uma única corda seja tocada. Os da moderna família de violinos e contrabaixos tem escala fortemente curvada. No entanto, é plana em alguns instrumentos arcaicos.

### Exemplos
Exemplos de alguns instrumentos de raio "escala parâmetros:
| Modelo                                                                            | r | w1                         | w2                  |
| --------------------------------------------------------------------------------- | --- | -------------------------- | ------------------- |
| Atual guitarra Fender Stratocaster                                                | 9.5" (241 mm) | 1 11/16" (42.8 mm)         |                     |
| Antigas Fender Stratocaster                                                       | 7.25" (184.1 mm) |                            |                     |
| Guitarra Gibson Les Paul                                                          | 12" (305 mm) | 1 11/16" (42,8 mm)         |                     |
| Guitarra Ibanez                                                                   | 12" (305 mm) |                            |                     |
| Guitarras Jackson                                                                 | 16" (406 mm) ou composto, a partir de 12" no (capotraste) a 16" (fim da escala). Um raio composto é comum em seus modelos mais recentes |                            |                     |
| Guitarras Warmoth                                                                 | Composto, a partir de 10" (capotraste) de 16" (fim da escala)                                                                           |                            |                     |
| Guitarras PRS Regular                                                             | 10" (254 mm) | 1 21/32" (42 mm)           | 2.25" (57.1 mm)     |
| Guitarras PRS Wide Fat and Wide Thin                                              | 10" (254 mm) | 1 11/16" (42.8 mm)         | 2.25" (57.1 mm)     |
| Guitarras PRS 513                                                                 | 10" (254 mm) | 1 43/64" (42.4 mm)         | 2 3/16" (55.5 mm)   |
| Guitarras PRS Hiland                                                              | 10" (254 mm) | 1 21/32" (42 mm)           | 2 7/32" (56.3 mm)   |
| Guitarras PRS Santana                                                             | 11 1/2" (292 mm) | 1 21/32” (42 mm)           | 2.25" (57.1 mm)     |
| Guitarras PRS Custom 22/12                                                        | 11 1/2" (292 mm) | 1 47/64" (44 mm)           | 2 19/64" (58.3 mm)  |
| A maioria das guitarras elétricas com "LSR roller nut" (capotraste com rolamento) | 9.5" a 10" (241 mm a 254 mm) |                            |                     |
| A maioria das guitarras elétricas com ponte Floyd Rose                            | 10" (254 mm) |                            |                     |
| Violões clássicos                                                                 | Plano (sem rádio) | Variável pelo fabricante   | variável por modelo |
| Violões Martin                                                                    | 16 "(406,4 mm) | Variável conforme o modelo |                     |
| Violões Gibson                                                                    | 12" (305 mm) |                            |                     |
| Violino (04/04)                                                                   | 44 mm | 24 mm                      | 40 mm               |

Amostra de raios
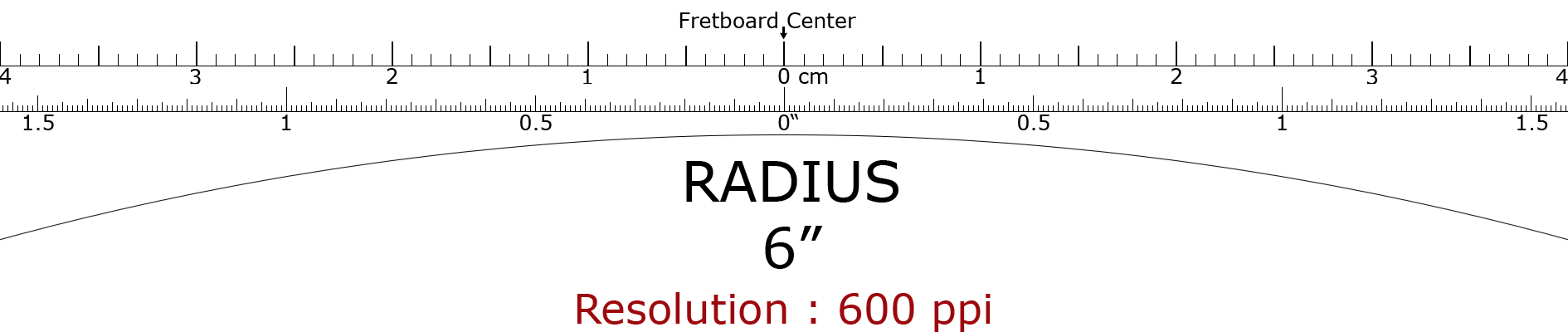
6”
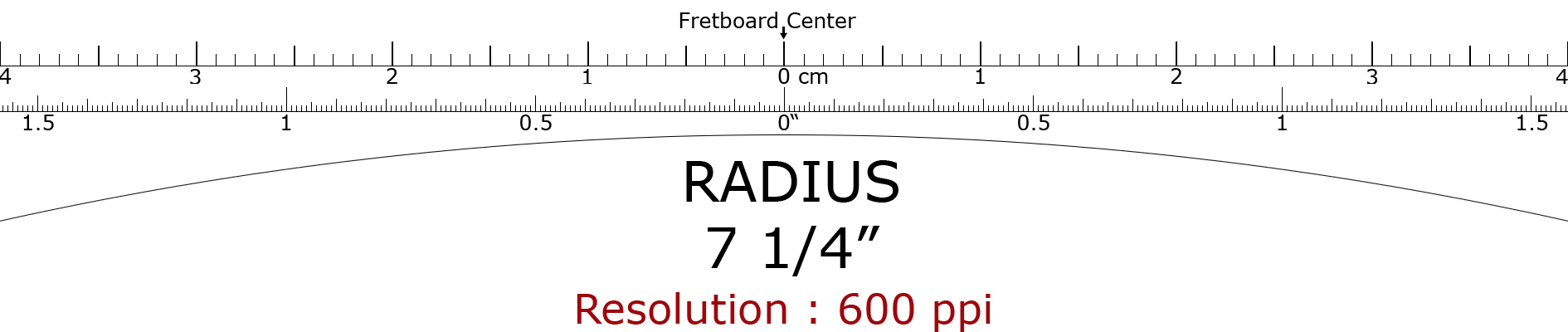
7 ¼”
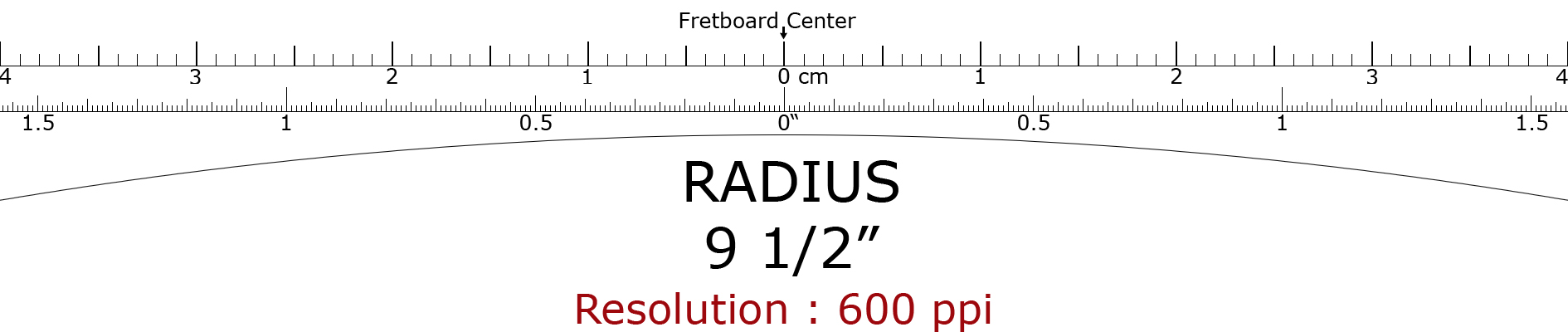
9 ½”
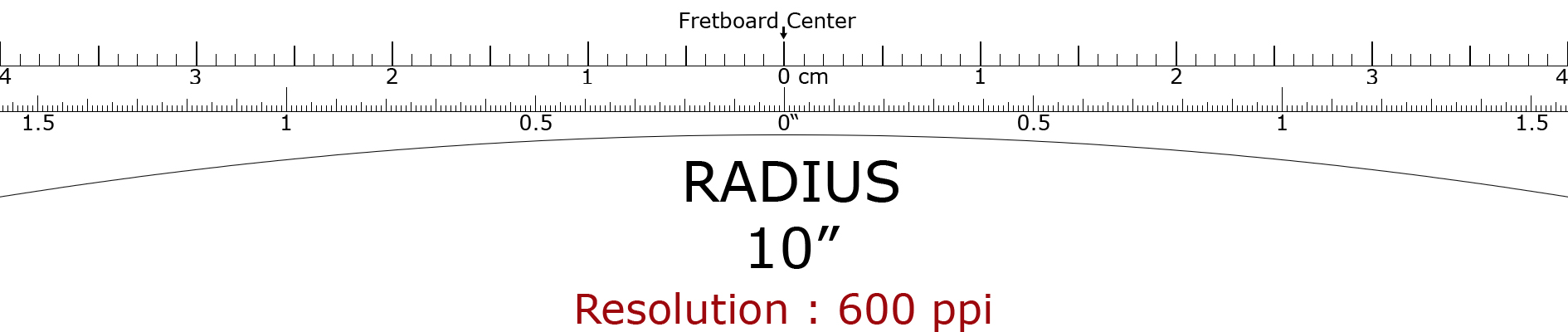
10”
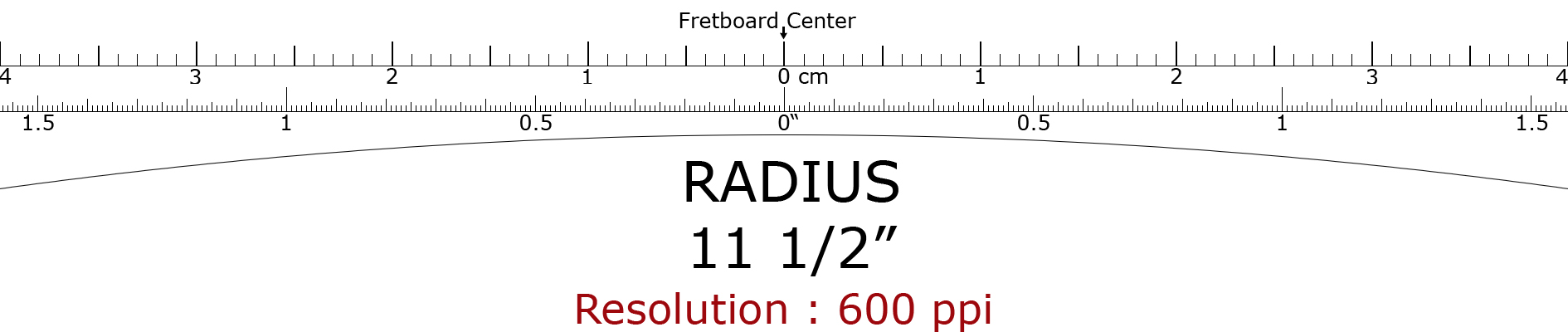
11 ½”
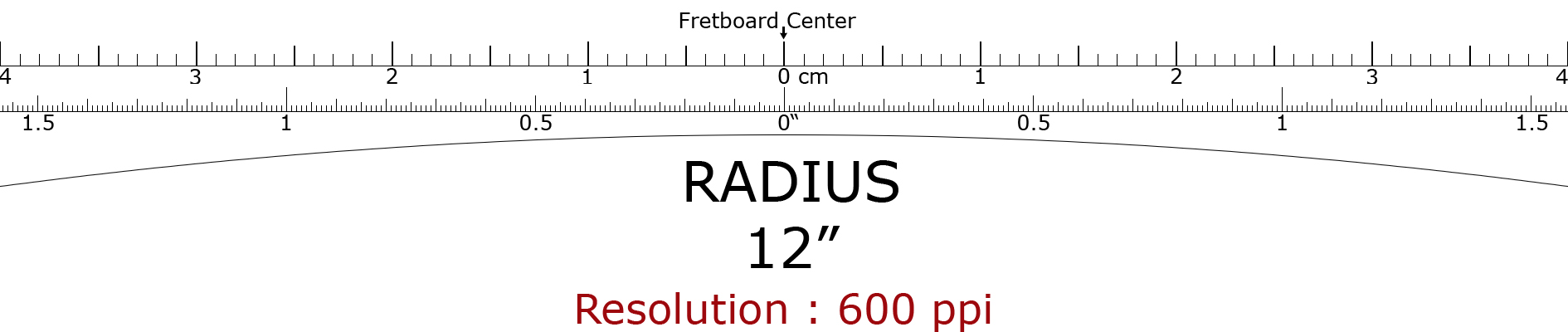
12”
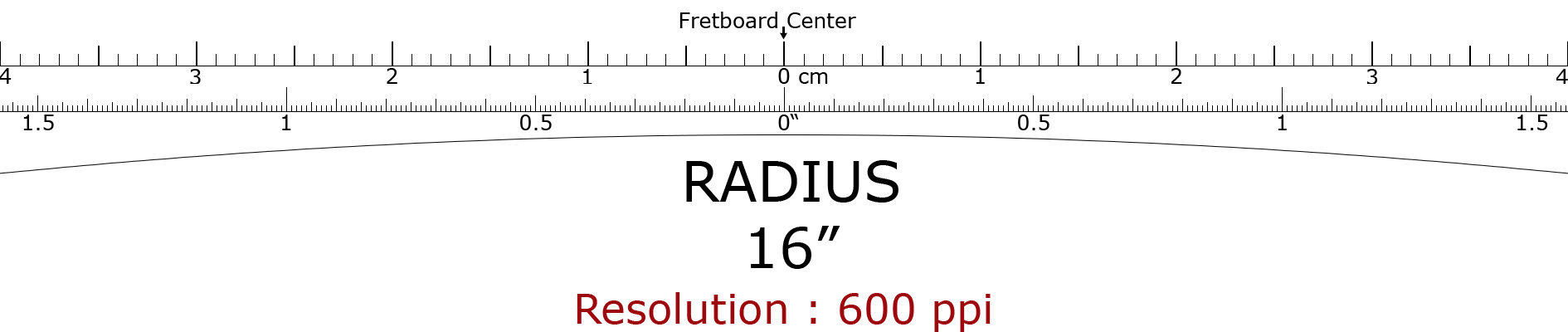
16”
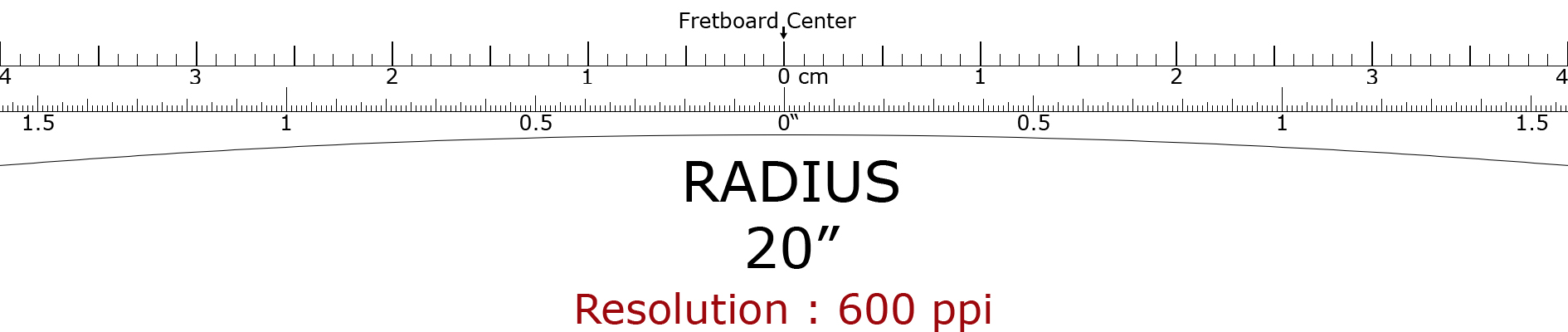
20”

## Escalopamento
Uma escala com trastes pode ser escalopada por "escavanção" da madeira entre cada um dos trastes para criar um rebaixo em forma de "U". O resultado é uma superfície onde os dedos do músico entram em contato apenas com as cordas sem encostar na escala.
O processo de "escalopamento" de uma escala, se feito à mão, é um trabalho entediante, geralmente é feito mediante a limadura cuidadosa da madeira entre os trastes, e requer bastante tempo para ser feito. Por isso, é relativamente caro para ter feito. Geralmente o escalopamento de escalas é feita por uma fresadora especial, que tem 22 ou 24 (de acordo com as dimensões do braço e do número de trastes). Este equipamento permite poupar tempo no processo e dar estabilidade dimensional, como escalopar a madeira do braço de mesmo raio em todos os espaços dos trastes.
Escalas escalopadas são mais comumente usadas pelos guitarristas virtuosos ("shred"), principalmente, Yngwie Malmsteen, que, inspirado por Ritchie Blackmore (Deep Purple) em seu uso da Fender Stratocaster com escala escalopada, tinha um modelo Yngwie Malmsteen Stratocaster desenvolvido com a Fender. A famosa série de guitarras Ibanez JEM, concebida e tocada por Steve Vai, vêm de fábrica com os 4 últimos trastes escalopados. Em 2008, a Ibanez apresentou o modelo E-Gen, de Herman Li, que inclui quatro trastes escalopados (21º - 24º). Karl Sanders da banda de death metal Nile também usa guitarras com vários trastes escalopados, incluindo muitas Deans, e Guitarras KxK.
Na década de 1970, o guitarrista inglês John McLaughlin tocou com a banda Shakti, juntamente com o violinista indiano L. Shankar, usando uma guitarra acústica com uma escala totalmente escalopada. McLaughlin explicou que este recurso aumentou a facilidade e variedade de bends, eliminando o atrito entre os dedos e a escala. A escala escalopada também tornou possível o uso de variação rápida microtonal, que é tão importante na música indiana, como é no clássico Sitar indiano.
O luthier experimento Yuri Landman fez uma guitarra para John Schmersal do Enon chamada Twister com um braço parcialmente escalopado, apenas nas cordas finas (mais parecido com um escorregador).
Outros exemplos de alaúdes com escalas escalopadas incluem a sul-indiana Vina e guitarra Vietnamizada (chamada đàn ghi-ta, lục huyền cầm, ou ghi-ta phím lõm). Yuichi Onoue, um japones multi-instrumentista e construtor de instrumentos musicais experimentais, fez uma guitarra com escalopamento profundo para as técnicas vietnamitas de reprodução microtonal.
Escalopamento pode ser:
- Total, ou seja, todos os trastes, do primeiro ao último, são escalopados.
- Parcial, quando alguns dos principais trastes são escalopados para solos rápidos. Os exemplos populares incluem mei escalopamento (12 ao último traste, usado por Kiko Loureiro do Angra,[10] entre outros) ou simplesmente alguns poucos trastes escalopados (19-24, 17-22, etc), utilizado por guitarristas como Steve Vai. Quando feito manualmente, por vezes, a escala pode ser escalopada na metade abaixo das cordas Ré (D) ou Sol (G), como no caso do luthier turco Turgut Kenan.

Note-se que na limadura da madeira, no escalopamento, também lima as incrustações (marcações) do braço, assim, escalas com ornamentos complexos e intrincados geralmente não são indicadas a serem escalopadas, pois prejudicaria a arte do braço. Marcadores em ponto simples ou bloco passam bem pelo procedimento.

## Vantagens e desvantagens
O natureza "escavada" das escalas escalopadas cria uma série de mudanças na forma de tocar a guitarra. A mais óbvia, é que o dedo só entra em contato com a corda, e não com a madeira da escala, criando menos atrito para bends e vibratos, o que resulta um maior controle ao tocar.
No entanto, esta é também uma das principais desvantagens. Muitos músicos, principalmente os novatos, podem achar uma escala escalopada muito diferente de de se tocar - se as cordas são leves demais para ele, há a tendência de se pressionar com muita força no braço, e é necessário praticar bastante em uma escala escalopada. O músico deve primeiro se acostumar a não tocar realmente o braço, o que pode demorar algum tempo. Tocando em uma escala escalopada requer uma cuidadosa aplicação de pressão: demasia pode alterar a entonação da nota, como durante um bend, e pouca pressão pode causar trastejamento. Como resultado, a maioria dos guitarristas opta por usar um braço tradicional em seus instrumentos.